# Jeanne Hébuterne

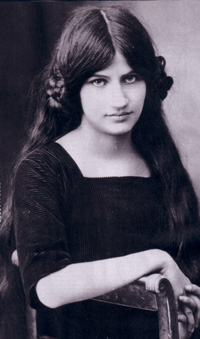
Jeanne Hébuterne

Jeanne Hébuterne (Meaux, 6 april 1898 – Parijs, 26 januari 1920) was een Frans kunstschilderes en model. Ze werd vooral bekend door de vele portretten die haar geliefde Amedeo Modigliani van haar maakte.

## Leven

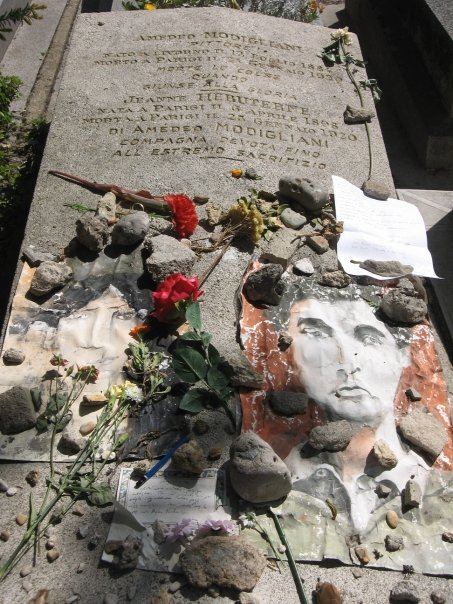
Graf van Hébuterne en Modigliani, Père Lachaise, Parijs

Jeanne was de dochter van de boekhouder Achille Casimir Hébuterne en zijn vrouw Eudoxie Anaïs Tellier. Al op jonge leeftijd constateerden haar ouders bij haar een bijzondere artistieke begaafdheid, net als bij haar broer André Hébuterne (1894−1992), die ook kunstschilder werd. Samen met haar broer betrok ze in 1914 een woning in de Parijse kunstenaarswijk Montparnasse en ging ze studeren aan de particuliere Académie Colarossi. Om wat bij te verdienen stond ze regelmatig model voor andere kunstenaars, waaronder Tsuguharu Foujita. De schrijver Charles-Albert Cingria leerde haar in deze periode kennen als “zacht, schuchter, rustig en met ergens iets bijzonders”.
In maart 1917 leerde de toen bijna negentienjarige studente via Chana Orloff de veertien jaar oudere Amedeo Modigliani kennen. Ze werden meteen verliefd op elkaar. Modigliani brak voor haar zijn relatie met de Engelse dichteres en kunstcriticus Beatrice Hastings af en korte tijd later betrokken ze samen een atelier in de Rue de la Grande Chaumière. Jeanne begon ook direct voor hem te poseren.
Om aan de dreiging van het Westfront te ontkomen trokken Modigliani en de inmiddels hoogzwangere Hébuterne aan het einde van de Eerste Wereldoorlog, begin 1918, naar Nice en Cagnes-sur-Mer. Daar zouden ze een jaar lang veel schilderen en hadden ze een druk sociaal leven met veel vrienden uit de kunstwereld, waaronder Pierre-Auguste Renoir, Pablo Picasso, Giorgio de Chirico en André Derain.
In mei 1919 keerden Modigliani en Hébuterne terug naar Parijs, samen met hun inmiddels geboren dochter. Hébuterne bleek toen opnieuw zwanger. Modigliani verloofde zich vervolgens met haar, maar Jeannes ouders wilden niets van een huwelijk weten, vooral vanwege Modigliani's reputatie als alcoholist en drugsgebruiker. Modigliani erkende zijn dochter echter wel officieel als zijn kind. De huwelijksplannen echter werden vervolgens, los van de weerstand van Jeannes ouders, wreed verstoord toen Modigliani in het najaar een zware vorm van tuberculose bleek te hebben. Zijn gezondheid ging snel achteruit en hij overleed op 24 januari 1920 in het Hôpital de la Charité. Twee dagen later pleegde Jeanne Hébuterne zelfmoord door van de vijfde verdieping uit het raam van een huis te springen. Ze was acht maanden zwanger en eenentwintig jaar oud.
Modigliani werd met veel eerbetoon begraven op het Cimetière du Père-Lachaise. Jeanne Hébuterne werd aanvankelijk begraven op het Cimetière parisien de Bagneux. Pas in 1930 mocht haar lichaam in Modigliani's graf worden bijgezet, nadat haar verbitterde ouders hun weerstand hadden opgegeven. De dochter van Modigliani en Hébuterne, Giovanna (eigenlijk Jeanne, 1918–1984), werd door Modigliani's zus Margherita in Florence geadopteerd.

## Werk van Jeanne Hébuterne

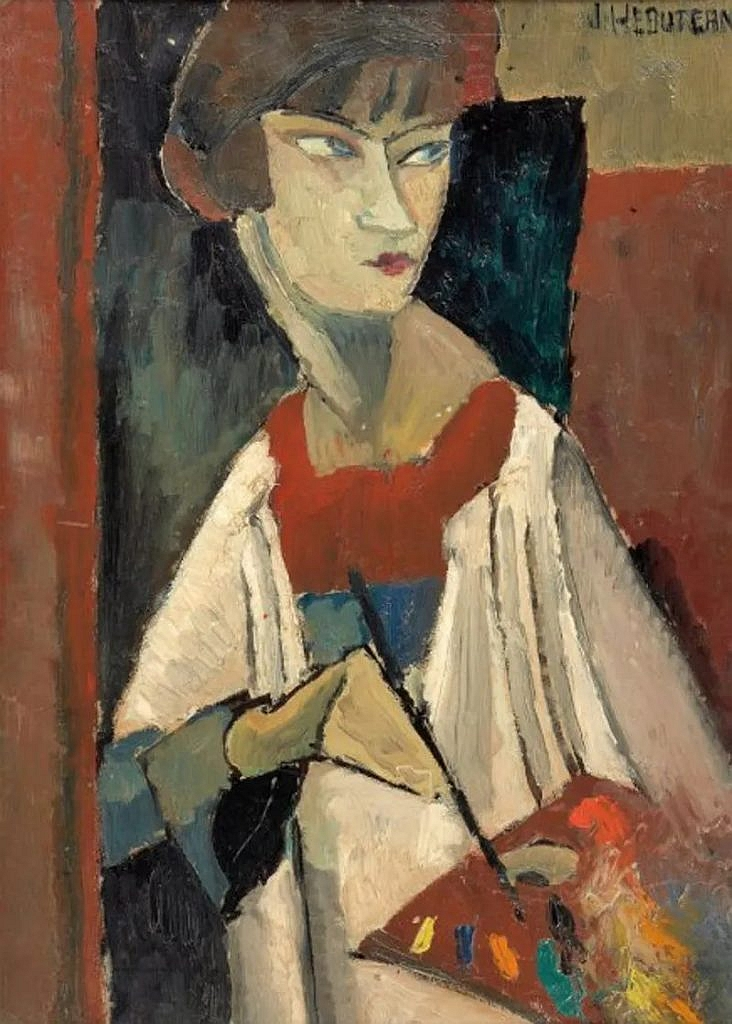
Zelfportret
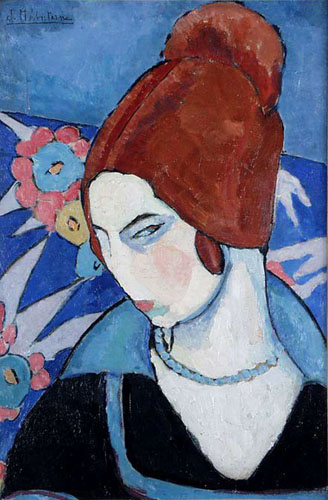
Zelfportret
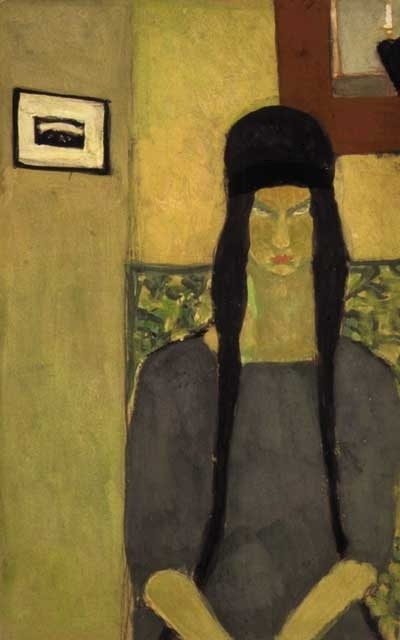
Zelfportret
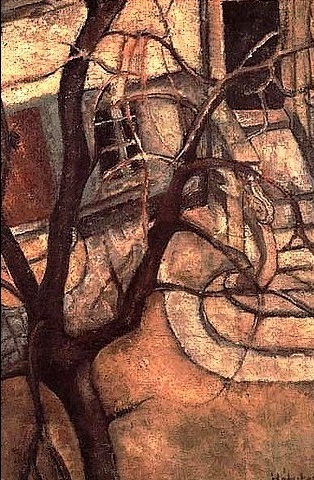
Coeur d'Atelier
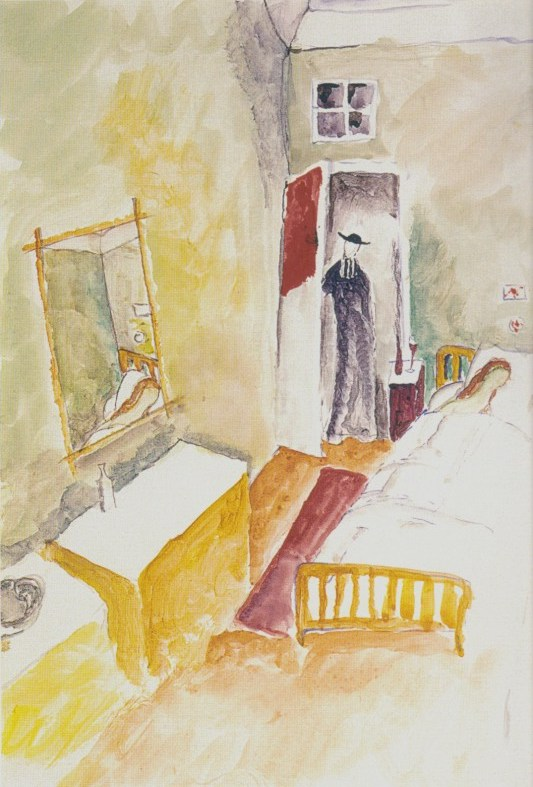
Dood

## Portretten van Jeanne Hébuterne door Modigliani

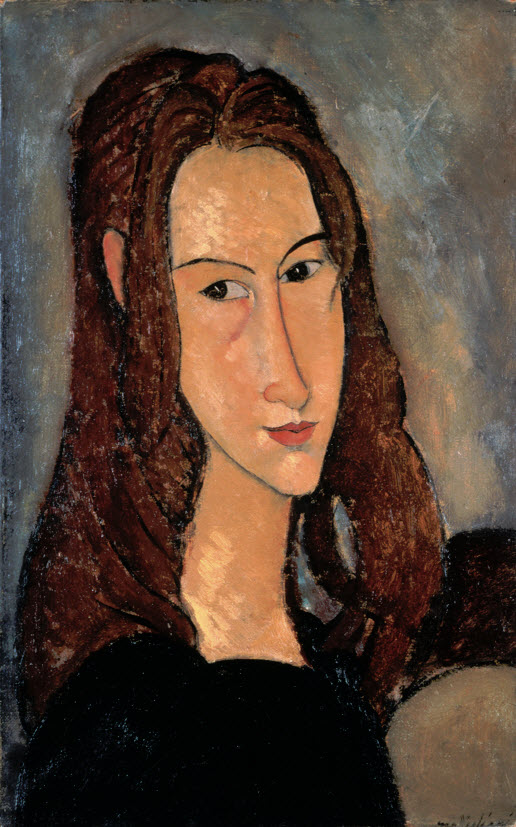
Jeanne Hébuterne, tête de profil
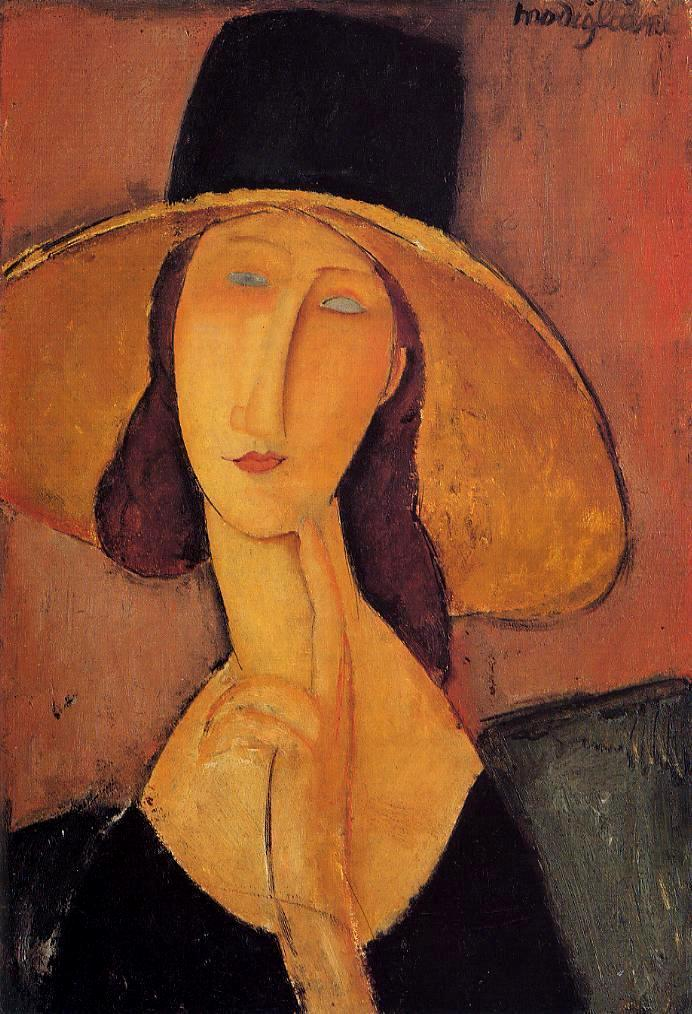
Jeanne Hébuterne au grand chapeau
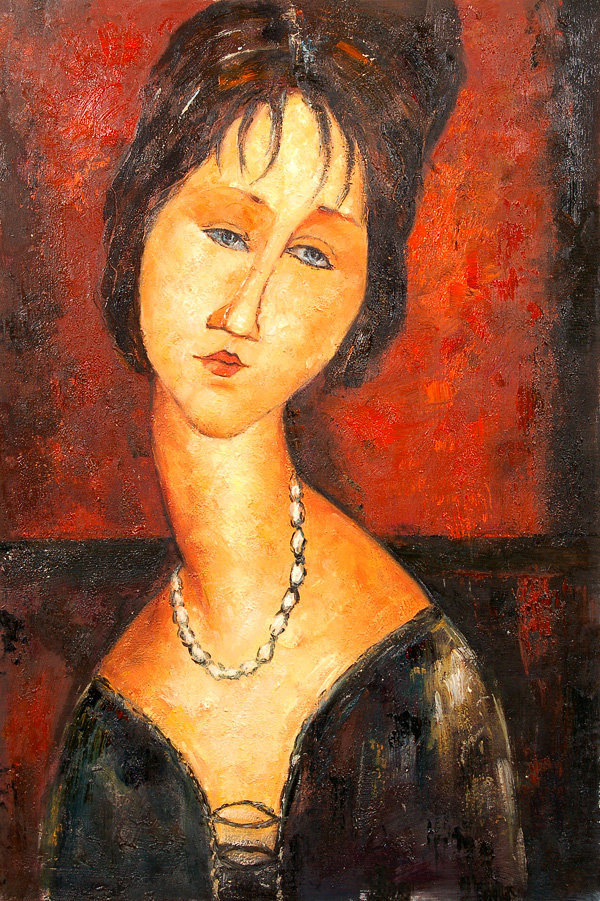
Portrait de Jeanne Hébuterne
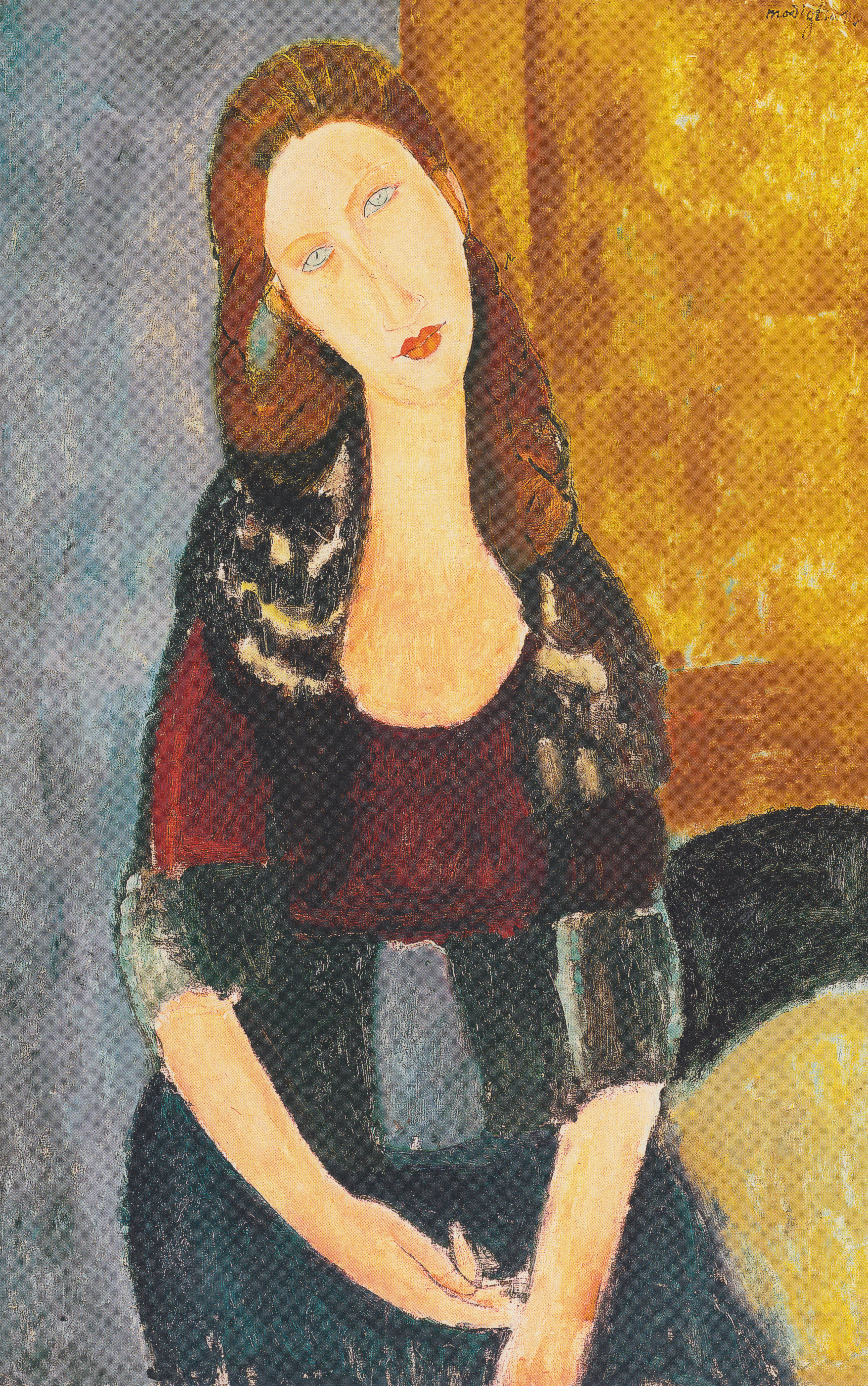
Jeanne Hébuterne assis
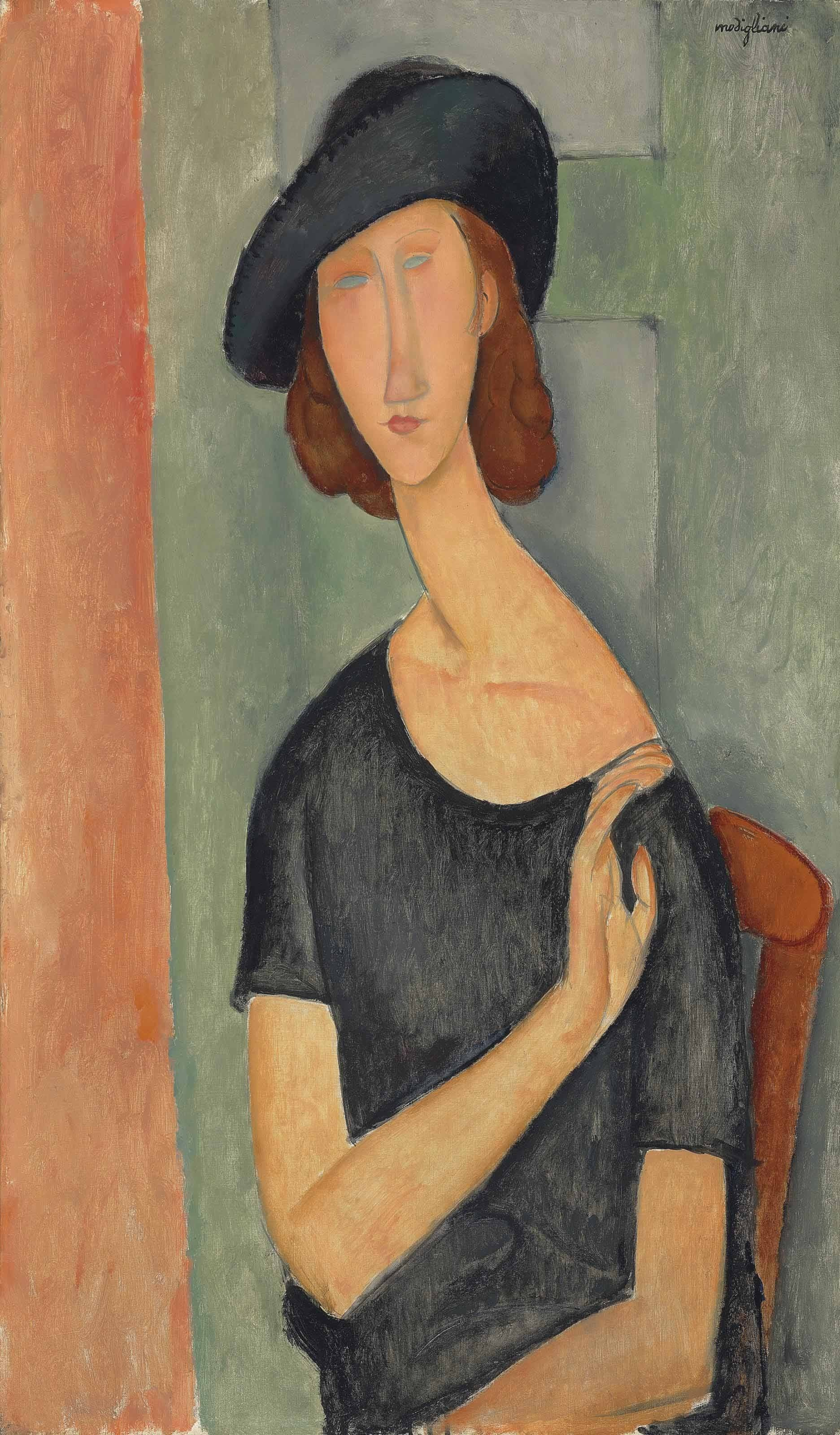
Jeanne Hébuterne au chapeau